# Quilessa pellucida
Quilessa pellucida är en insektsart som beskrevs av Ronald Gordon Fennah 1945. Quilessa pellucida ingår i släktet Quilessa och familjen Kinnaridae. Inga underarter finns listade i Catalogue of Life.